# Daniel Hofer (Triathlet)
Daniel Hofer (* 12. Februar 1983 in Bozen) ist ein ehemaliger italienischer Triathlet und Triathlon-Staatsmeister auf der Sprintdistanz (2016).

## Werdegang
Der Polizist Daniel Hofer gehört dem Sportzentrum der Carabinieri an und geht für den Athletic Club Terni an den Start.
Bei der Militär-Weltmeisterschaft Triathlon wurde Daniel Hofer im Juli 2011 Dritter.

2012 wurde er mit dem italienischen Mixed-Team Duathlon-Weltmeister, nachdem er hier im Vorjahr den fünften Rang belegt hatte.
2013 wurde er Dritter bei der Staatsmeisterschaft auf der Triathlon-Kurzdistanz und Staatsmeister auf der Sprintdistanz.
Im Oktober 2016 wurde er zum zweiten Mal Staatsmeister auf der Sprintdistanz.
Nach seinem Start beim Kalterer See Triathlon im Mai 2017 kündigte er an, seine Profi-Karriere zu beenden.

## Sportliche Erfolge
| Datum/Jahr    | Rang | Wettbewerb                                                 | Austragungsort | Zeit        | Bemerkung                                                               |
| ------------- | ---- | ---------------------------------------------------------- | -------------- | ----------- | ----------------------------------------------------------------------- |
| 6. Mai 2017   | 9    | Kalterer See Triathlon                                     | Kalterer See   | 01:55:48,40 | [ 1 ]                                                                   |
| 1. Okt. 2016  | 1    | ITA Triathlon National Championship Sprint Distance        | Riccione       | 00:59:12    | Staatsmeister auf der Sprintdistanz                                     |
| 25. Okt. 2015 | 1    | ETU Triathlon European Cup and Mediterranean Championships | Catania        | 00:59:46    |                                                                         |
| 5. Okt. 2013  | 1    | ITA Triathlon National Championship Sprint Distance        | Lovadina       | 00:50:50    | Staatsmeister auf der Sprintdistanz                                     |
| 1. Sep. 2013  | 3    | ITA Triathlon National Championships                       | Sapri          | 01:39:36    | Staatsmeisterschaft auf der Kurzdistanz                                 |
| 6. Okt. 2012  | 3    | ITA Triathlon National Championship Sprint Distance        | Tirrenia       | 00:53:56    |                                                                         |
| 24. Juli 2011 | 3    | CISM Militär-Weltmeisterschaft Triathlon                   | Rio de Janeiro |             |                                                                         |
| 7. Mai 2011   | 1    | Kalterer See Triathlon                                     | Kalterer See   | 01:55:52    | Olympische Distanz (1,5 km Schwimmen, 40 km Radfahren und 10 km Laufen) |
| 18. Juli 2010 | 3    | ITA Triathlon National Championship Sprint Distance        | Lecco          | 00:56:17    |                                                                         |

| Datum/Jahr    | Rang | Wettbewerb                                  | Austragungsort | Zeit     | Bemerkung                                                                             |
| ------------- | ---- | ------------------------------------------- | -------------- | -------- | ------------------------------------------------------------------------------------- |
| 19. Feb. 2017 | 1    | Duathlon Città di Lecco                     | Lecco          | 00:51:32 | Sieger auf der Sprintdistanz (5 km Laufen, 20 km Radfahren und 2,5 km Laufen)         |
| 23. Sep. 2012 | 1    | ITU Duathlon World Championship Mixed-Relay | Nancy          | 01:28:30 | Weltmeister im Mixed-Team mit Anna Maria Mazzetti, Massimo De Ponti und Daniela Chmet |
| 25. Sep. 2011 | 5    | ITU Duathlon World Championship Mixed Relay | Gijon          | 01:28:33 | im italienischen Team mit Nadia Cortassa, Alessio Picco und Nadia Cortassa            |

(DNF – Did Not Finish)